# 二ノ方壽
二ノ方 壽（にのかた ひさし、1946年 - ）は、日本の原子力工学者。ミラノ工科大学エネルギー工学科教授、東京工業大学名誉教授。工学博士（東京大学、1977年）。専門は原子炉安全学。

## 経歴
長崎県立長崎東高等学校を経て、東京大学教養学部基礎科学科卒業後、マサチューセッツ工科大学教育助手などを経て1977年に東京大学大学院工学系研究科博士課程修了、「高速炉炉心局所事故時の冷却材挙動に関する研究」で工学博士号を取得した。
1977年に東京電力入社、主管研究員となる。 1980年に動力炉・核燃料開発事業団大洗工学センターへ出向。アメリカの国立研究機関であるアルゴンヌ国立研究所やロスアラモス国立研究所において客員研究員を務めるなど、原子炉研究に取り組んだ。1993年に東京工業大学原子炉工学研究所助教授となり、1995年に教授就任。日本原子力学会理事（2005年 - 2007年）、アメリカ原子力学会理事（2006年 - 2009年）なども歴任した。2011年に福島第一原子力発電所事故が発生した際には、日本原子力学会において技術分析分科会主査を務め原因究明に取り組んだほか、各種メディアにおいて現状の解説等を行なった。2012年に東京工業大学退職、同大学名誉教授。同年、ミラノ工科大学エネルギー工学科教授に就任した。

## 発言
- 1984年に当時の外務省が原発攻撃を受けた際の被害予測について極秘で研究していたことを、朝日新聞が2011年7月31日付朝刊で報じた[2]。二ノ方は、原発反対運動が高まることを恐れてテロによる原発事故が起こる可能性が否定されていたと指摘したうえで、原発への攻撃も一つのリスクとして考慮し、その危険性と対策について国民に伝える必要があると述べた[2]。
- 2011年9月、福島第一原子力発電所事故の発生後初めて日本原子力学会大会が開催された。会の冒頭で二ノ方は、専門家自身が原子力の安全性について過信し、「安全神話」を生み出していたと認め、事故の収束と原因究明に向けて努力する必要があると述べた[10][11]。

## 受賞歴
- 1986年 - 動力炉・核燃料開発事業団社内表彰
- 1996年 - 日本原子力学会論文賞・高速炉賞
- 1997年 - 国際水理学会 Harold Jan Schoemaker Award
- 2005年 - 日本原子力学会フェロー
- 2005年 - アメリカ原子力学会 THE Best Paper Award

## 論文
- CiNii>二ノ方壽